# Amal Fathy
Amal Fathy (sinh ra với tên là Amal Fathy Ahmad Abdeltawab; ngày 1 tháng 9 năm 1984) là một nhà hoạt động dân chủ và bảo vệ nhân quyền của Ai Cập. Cô là cựu nhà hoạt động của Phong trào Thanh niên ngày 6 tháng 4 và là thành viên của Ủy ban Quyền và Tự do Ai Cập. Cô tiếp tục bị chính quyền Ai Cập giam giữ kể từ tháng 5 năm 2018.
Amal sinh ra và lớn lên ở Cairo ở Ai Cập và theo học tại Đại học Cairo. Trước khi tốt nghiệp, cô tham gia Phong trào Thanh niên ngày 6 tháng 4 của Ai Cập và tham gia vào việc thúc đẩy những thay đổi dân chủ ở nước này. Sau cuộc đảo chính của Ai Cập năm 2013 và vụ thảm sát Rabaa tháng 8 năm 2013, cô rời khỏi chính trị và tự giới hạn mình là người quan sát từ xa và là một nhà bình luận trực tuyến. Cô gặp chồng mình Mohamed Lotfy, người đồng sáng lập Ủy ban Quyền và Tự do Ai Cập, tại Cairo và kết hôn với anh vào năm 2014. Sau khi kết hôn, cô tập trung vào gia đình nhỏ của mình và sinh ra Zidane vào tháng 8 năm 2015. Trong khi cô chủ yếu chăm sóc cậu bé mới chào đời, chồng cô Mohamed Lotfy, quốc tịch Ai Cập - Thụy Sĩ, đang mở rộng ECRF để trở thành một trong những Tổ chức Nhân quyền quan trọng nhất ở nước này. Chồng cô lần đầu tiên bị cấm đi đến Đức vào tháng 6 năm 2015 và hộ chiếu Ai Cập đã bị tịch thu tại sân bay Cairo. Ông đang trên đường tới Đức để tham gia vào một cuộc tranh luận tại Quốc hội Đức Bundestag về chuyến thăm của Tổng Sisi đến Berlin. Vào tháng 1 năm 2016, một nhà nghiên cứu trẻ người Ý, Giulio Regeni, đã bị bắt cóc, tra tấn, giết hại và thi thể của anh ta được tìm thấy ở ngoại ô Cairo vào ngày 3 tháng 2 cùng năm. Luật sư ECRF chính thức trở thành luật sư gia đình của ông ở Ai Cập hợp tác chặt chẽ với luật sư gia đình ở Ý. Sự quấy rối và đe dọa của ECRF và Mohamed Lotfy đã tăng cường. Vào ngày 8 tháng 4 năm 2016, Thủ tướng Ý, ông Cameron Gentiloni, đã triệu hồi đại sứ Ý tại Cairo phản đối sự thiếu tiến bộ trong cuộc điều tra của chính quyền Ai Cập về việc tra tấn và giết hại Giulio Regeni. Hai tuần sau, Ahmed Abdallah, chủ tịch hội đồng quản trị của ECRF, đã bị bắt tại nhà ở Cairo vào ngày 25 tháng 4 năm 2016. Ông được thả ra sáu tháng sau chỉ sau một cuộc trao đổi giữa người Ai Cập và Các nhóm công tố Ý làm việc trong vụ án Giulio Regeni.
Trong khi cuộc tìm kiếm sự thật và công lý cho Giulio Regeni vẫn tiếp tục, những nỗ lực nghiêm túc đã được đưa ra để trở lại "tính bình thường" và gây ấn tượng giả cho người Ý, người Ai Cập và thế giới rằng vụ án đã kết thúc và tuyên bố anh đã chết. Đại sứ Ý đã được gửi trở lại Ai Cập vào tháng 9 năm 2017 chống lại mọi cuộc gọi của Tổ chức nhân quyền, bao gồm Tổ chức Ân xá Quốc tế-Ý. Tuy nhiên, dưới sự kiên trì của các đội pháp lý ở Ai Cập và Ý, Tổng chưởng lý Ai Cập đã chấp nhận trao hàng ngàn tài liệu điều tra cho các luật sư ECRF và luật sư người Ý của ông ở Genève. Chúng được dịch sang tiếng Ý và được phân tích bởi các nhóm pháp lý gia đình của Regeni.
Vào tháng 5 năm 2018, sự hợp tác tăng cường giữa các đội pháp lý ở cả hai quốc gia với các cuộc gọi điện thoại đường dài thiết lập chiến lược phía trước. Vào ngày 9 tháng 5, Amal Fathy đã đăng một video lên trang Facebook của mình, trong đó cô nói về sự phổ biến của quấy rối tình dục ở Ai Cập và chỉ trích việc chính phủ không bảo vệ phụ nữ. Cô cũng chỉ trích chính phủ đã làm xấu đi quyền con người, điều kiện kinh tế xã hội và các dịch vụ công cộng. Tổ chức Ân xá Quốc tế đã xem xét video dài 12 phút và thấy rằng nó không chứa bất kỳ hình thức kích động nào, và như vậy được bảo vệ bởi quyền tự do ngôn luận. Vào ngày 11 tháng 5 năm 2018, khoảng 2:30 sáng, lực lượng an ninh Ai Cập đã đột kích nhà của Amal Fathy và Mohamed Lotfy tại Maadi ở Cairo và đưa cả hai đến đồn cảnh sát, cùng với đứa con ba tuổi của họ. Mohamed Lotfy được thả tự do với cậu bé của mình trong khi Amal Fathy vẫn bị giam giữ.
Vào ngày 29 tháng 9 năm 2018, Amal Fathy, người đã ở tù 141 ngày sau khi bị bắt một cách tùy tiện vì đăng video Facebook chê bai quấy rối tình dục và chỉ trích chính quyền Ai Cập vì không bảo vệ phụ nữ, đã bị kết án hai năm tù với án bảo lãnh 20.000 EGP (1.120 USD) để tạm đình chỉ bản án và phạt 10.000 EGP (560 USD). Vào ngày 30 tháng 9 năm 2018, cô đã kháng án và trả tiền bảo lãnh. Phiên điều trần kháng cáo đầu tiên được lên kế hoạch vào ngày 25 tháng 10 năm 2018. Phụ nữ Ai Cập đặc biệt dễ bị bạo lực trong không gian công cộng, với 99,3% phụ nữ và trẻ em gái báo cáo một số hình thức quấy rối và tấn công tình dục trong đời.
Fathy hiện đã được ra tù nhưng cô vẫn bị quản thúc tại gia.

## liên kết ngoài
- Tiểu sử quốc tế Lưu trữ ngày 3 tháng 11 năm 2018 tại Wayback Machine